# Камполеоне (Латина)
Камполеоне је насеље у Италији у округу Латина, региону Лацио.
Према процени из 2011. у насељу је живело 1273 становника. Насеље се налази на надморској висини од 133 м.